# Apochthonius intermedius
Espèce
Apochthonius intermedius est une espèce de pseudoscorpions de la famille des Chthoniidae.

## Distribution
Cette espèce est endémique du Washington aux États-Unis. Elle se rencontre sur l'île San Juan dans le comté de San Juan.

## Publication originale
- Chamberlin, 1929 : On some false scorpions of the suborder Heterosphyronida (Arachnida - Chelonethida). Canadian Entomologist, vol. 61, p. 152-155.